# I Am Bread
I Am Bread ist ein 2015 veröffentlichtes Jump ’n’ Run von Bossa Studios. Das Spiel benutzt die Unity-Engine. Mit I Am Fish erschien 2021 ein Nachfolger.

## Spielprinzip
In I Am Bread steuert der Spieler ein Stück Brot. Das Ziel jedes Levels ist es, das Brot in den Toaster zu bringen. Wenn der Toast bestimmte Gegenstände berührt (z. B. den Boden, Wasser oder Ameisen), wird es schmutzig und die Essbarkeits-Anzeige sinkt. Zudem wurden mehrere Erweiterungen mit verschiedenen Funktionen hinzugefügt. Beispielsweise kann der Spieler ein Baguette steuern, das darauf aus ist, zerbrechliche Gegenstände im Raum zu zerstören. Die Erweiterung beinhaltet auch ein Bagel, einen Cracker und eine Käsescheibe.

## Rezeption
I Am Bread erhielt durchwachsene Kritiken. Laut Metacritic erhielt die PC-Version 60/100 Punkten, die PS4-Version bekam 51/100 und die iOS-Version hat eine Punktzahl von 58/100. Kritisiert wurde vor allem die schlechte Steuerung und die Kameraperspektive des Spiels. Jordan Erica von PC Gamer gab dem Spiel eine 58/100-Punktzahl. Luke Plunkett von Kotaku sagte, dass das Spiel tatsächlich „eine gewisse Tiefe haben könnte, die über das bloße Lachen über das Bewegen des Brots hinausgeht.“ Insgesamt verkaufte sich das Spiel fast 2 Millionen Mal.